# Ekstraklasa kobiet w tenisie stołowym (2003/2004)
Ekstraklasa kobiet w tenisie stołowym 2003/2004 – 56. edycja rozgrywek pierwszego poziomu ligowego kobiet w Polsce. Brało w niej udział 8 drużyn.
Triumfatorem rozgrywek został KTS Elpe Eltex Tarnobrzeg, który w meczach finałowych pokonał AJD Print Cycero Rolnik AZS Częstochowa. Brązowy medal zdobył GLKS Mago Wanzl Scania Nadarzyn.

## System rozgrywek
Rozgrywki prowadzone były z udziałem 8 drużyn i były podzielone na dwie fazy: zasadniczą i play-off.
Faza zasadnicza składa się z dwóch rund. Pierwsza runda rozgrywana jest systemem każdy z każdym. W drugiej rundzie gospodarzami spotkań w drugiej rundzie są drużyny, które w pierwszej rundzie w meczu pomiędzy tymi samymi drużynami grały na wyjazdach. Za zwycięstwo drużyny otrzymują 2 punkty, zaś za porażkę nie otrzymują punktów.
Do fazy play-off awansują 4 drużyny. W półfinałach zostaną rozegrane dwumecze. Pary zostaną ustalone na podstawie tabeli po rundzie zasadniczej (1-4, 2-3). Zwycięzcy półfinałów awansują do finału, gdzie zostanie rozegrany dwumecz, a gospodarzem pierwszego meczu będzie drużyna z niższego miejsca po fazie zasadniczej. Drużyna, która wygra finał otrzyma tytuł Drużynowego Mistrza Polski kobiet, puchar i złote medale, a zespół pokonany w finale otrzyma puchar i srebrne medale. Drużyny, które odpadły w półfinałach, zagrają w rywalizacji o 3. miejsce, a jej zwycięzca otrzyma brązowy medal. Do 1. ligi spadnie ostatnia drużyna po fazie zasadniczej.
Każdy mecz składa się z 3-5 gier rozgrywanych kolejno na jednym stole. Mecz kończy się wraz z uzyskaniem przez jedną drużyn trzech zwycięstw. Układ gier w meczu.
| 1. gra | 2. gra | 3. gra | 4. gra | 5. gra |
| ------ | ------ | ------ | ------ | ------ |
| A–X    | B–Y    | C–Z    | A–Y    | B–X    |

## Kluby
Wicemistrz Polski z sezonu 2002/2003, LUKS Stawiguda nie została zgłoszona do rozgrywek z powodu problemów personalnych (odeszło sześć zawodniczek oraz trener Zbigniew Pietkiewicz).
| Klub                                    | Sezon 2002/2003 |
| --------------------------------------- | --------------- |
| WSP Print Cycero Rolnik AZS Częstochowa | Wicemistrz      |
| GLKS Mago Wanzl Scania Nadarzyn         | 6. miejsce      |
| Górnik 09 MOSiR Mysłowice               | Awans z 1. ligi |
| KS Bronowianka Akropol Kraków           | 4. miejsce      |
| KTS Elpe Eltex Tarnobrzeg               | Mistrz          |
| KU AZS AE Wrocław                       | 5. miejsce      |
| LUKS Orneta                             | Awans z 1. ligi |
| Ośrodek PZTS Kraków                     | 7. miejsce      |

## Faza zasadnicza
| Poz. | Drużyna                                 | M  | Z  | P  | Pojedynki | Punkty |
| ---- | --------------------------------------- | -- | -- | -- | --------- | ------ |
| 1.   | WSP Print Cycero Rolnik AZS Częstochowa | 14 | 12 | 2  | 40:18     | 24     |
| 2.   | KTS Elpe Eltex Tarnobrzeg               | 14 | 11 | 3  | 37:13     | 22     |
| 3.   | GLKS Mago Wanzl Scania Nadarzyn         | 14 | 9  | 5  | 33:23     | 18     |
| 4.   | KU AZS AE Wrocław                       | 14 | 9  | 5  | 31:22     | 18     |
| 5.   | KS Bronowianka Akropol Kraków           | 14 | 8  | 6  | 30:24     | 16     |
| 6.   | Ośrodek PZTS Kraków                     | 14 | 4  | 10 | 19:36     | 8      |
| 7.   | Górnik 09 MOSiR Mysłowice               | 14 | 3  | 11 | 15:38     | 6      |
| 8.   | LUKS Orneta                             | 14 | 0  | 14 | 11:42     | 0      |

     Awans do półfinału
     Spadek do 1. ligi

## Play-off
|  |          |                                         |          |                                         |          |                      |   |                           |       |       |       |       |
|  | Półfinał | Półfinał                                | Półfinał | Półfinał                                | Półfinał |                      |   | Finał                     | Finał | Finał | Finał | Finał |
|  | Półfinał | Półfinał                                | Półfinał | Półfinał                                | Półfinał |                      |   | Finał                     | Finał | Finał | Finał | Finał |
|  |          |                                         |          |                                         |          |                      |   |                           |       |       |       |       |
|  |          |                                         |          |                                         |          |                      |   |                           |       |       |       |       |
|  | 1        | WSP Print Cycero Rolnik AZS Częstochowa | 3        | 3                                       |          |                      |   |                           |       |       |       |       |
|  | 1        | WSP Print Cycero Rolnik AZS Częstochowa | 3        | 3                                       |          |                      |   |                           |       |       |       |       |
|  | 4        | KU AZS AE Wrocław                       | 2        | 0                                       |          |                      |   |                           |       |       |       |       |
|  | 4        | KU AZS AE Wrocław                       | 2        | 0                                       |          |                      | 1 | KTS Elpe Eltex Tarnobrzeg | 3     | 2     | 3     |       |
|  |          |                                         |          |                                         |          |                      | 1 | KTS Elpe Eltex Tarnobrzeg | 3     | 2     | 3     |       |
|  |          |                                         | 2        | WSP Print Cycero Rolnik AZS Częstochowa | 1        | 3                    | 1 |                           |       |       |       |       |
|  | 2        | KTS Elpe Eltex Tarnobrzeg               | 2        | WSP Print Cycero Rolnik AZS Częstochowa | 1        | 3                    | 1 | 3                         | 2     | 3     |       |       |
|  | 2        | KTS Elpe Eltex Tarnobrzeg               |          |                                         |          |                      |   |                           |       | 3     |       |       |
|  | 3        | GLKS Mago Wanzl Scania Nadarzyn         | 1        | 3                                       | 1        |                      |   |                           |       |       |       |       |
|  | 3        | GLKS Mago Wanzl Scania Nadarzyn         | 1        | 3                                       | 1        | Mecz o brązowy medal |   |                           |       |       |       |       |
|  |          |                                         |          |                                         |          |                      |   |                           |       |       |       |       |
|  |          |                                         |          |                                         |          |                      |   |                           |       |       |       |       |
|  |          |                                         |          |                                         |          |                      |   |                           |       |       |       |       |
|  | 3        | GLKS Mago Wanzl Scania Nadarzyn         | 3        | 2                                       | 2        |                      |   |                           |       |       |       |       |
|  | 3        | GLKS Mago Wanzl Scania Nadarzyn         | 3        | 2                                       | 2        |                      |   |                           |       |       |       |       |
|  | 4        | KU AZS AE Wrocław                       | 2        | 3                                       | 3        |                      |   |                           |       |       |       |       |
|  | 4        | KU AZS AE Wrocław                       | 2        | 3                                       | 3        |                      |   |                           |       |       |       |       |

### Półfinały
| Gospodarze                              | Wynik       | Goście                                  |
| 1. półfinał                             | 1. półfinał | 1. półfinał                             |
| --------------------------------------- | ----------- | --------------------------------------- |
| KU AZS AE Wrocław                       | 0:3         | WSP Print Cycero Rolnik AZS Częstochowa |
| GLKS Mago Wanzl Scania Nadarzyn         | 0:3         | KTS Elpe Eltex Tarnobrzeg               |
| 2. półfinał                             |             |                                         |
| WSP Print Cycero Rolnik AZS Częstochowa | 3:0         | KU AZS AE Wrocław                       |
| KTS Elpe Eltex Tarnobrzeg               | 3:1         | GLKS Mago Wanzl Scania Nadarzyn         |

### Mecz o 3. miejsce
| Gospodarze                      | Wynik | Goście                          |
| ------------------------------- | ----- | ------------------------------- |
| KU AZS AE Wrocław               | 2:3   | GLKS Mago Wanzl Scania Nadarzyn |
| GLKS Mago Wanzl Scania Nadarzyn | 2:3   | KU AZS AE Wrocław               |
| GLKS Mago Wanzl Scania Nadarzyn | 2:3   | KU AZS AE Wrocław               |

### Finał
| Gospodarze                              | Wynik | Goście                                  |
| --------------------------------------- | ----- | --------------------------------------- |
| KTS Elpe Eltex Tarnobrzeg               | 3:1   | WSP Print Cycero Rolnik AZS Częstochowa |
| WSP Print Cycero Rolnik AZS Częstochowa | 3:2   | KTS Elpe Eltex Tarnobrzeg               |
| WSP Print Cycero Rolnik AZS Częstochowa | 1:3   | KTS Elpe Eltex Tarnobrzeg               |

## Medaliści
| Lp. | Drużyna                                 |
| --- | --------------------------------------- |
| 1.  | KTS Elpe Eltex Tarnobrzeg               |
| 2.  | WSP Print Cycero Rolnik AZS Częstochowa |
| 3.  | KU AZS AE Wrocław                       |